# 웨인스다이커
웨인스다이커 (Cephalophus weynsi)는 작은 영양의 일종으로 우제목/경우제목 소과에 속한다. 콩고민주공화국과 우간다, 케냐 서부에서 발견된다. 웨인스다이커는 다 자라면 평균 몸무게 15kg, 어깨 높이 43cm 정도이다. 몸은 적갈색을 띤다. 저지대와 저산대 열대우림에서 서식한다.